# Васильевка (Бикинский район)
В Хабаровском крае в районе имени Лазо тоже есть село Васильевка.
Васи́льевка — посёлок в Бикинском районе Хабаровского края в составе Оренбургского сельского поселения.
Расположен около границы с Китаем, стоит на правом берегу реки Бикин при впадении её в Уссури.
Дорога в посёлок Васильевка идёт на запад от Бикина, расстояние около 20 км.
Посёлок находится в пограничной зоне, въезд по специальному разрешению.

## Население
| 1926 | 2002 | 2010 | 2011 | 2012 | 2021 |
| ---- | ---- | ---- | ---- | ---- | ---- |
| 333  | ↘37  | ↘33  | →33  | ↗35  | ↘29  |